# Pittsfield Building
Il  Pittsfield Building è un grattacielo situato al 55 E. Washington Street nell'area del Loop di Chicago. Nel 1927, anno del suo completamento, era l'edificio più alto della città. È stato inserito nel Chicago Landmark, come edificio storico di Chicago il 6 novembre 2002.

## Storia
L'edificio fu costruito dagli eredi di Marshall Field, e riceve il nome da Pittsfield, dove Field ottenne il suo primo lavoro. È situato nel Jewelers' Row Landmark District, ma il progetto e l'utilizzo originali erano per professionisti del settore medico, e comprendeva uffici, laboratori e depositi. Il vicino Burnham Center, all'incrocio di Clark Street e Washington Street, aveva in origine il nome Conway Building da Conway, il luogo natale di Marshall Field. Marshall Field III donò l'edificio al Field Museum in onore del cinquantesimo anniversario del museo nel 1944. Il museo possedette l'edificio fino al settembre 1960, quando fu venduto.

## Architettura
Progettata dallo studio Graham, Anderson, Probst & White, la struttura combina elementi decorativi art déco e gotici, e rispetta un regolamento urbanistico del 1923 che imponeva l'arretramento dei piani superiori. L'interno è caratterizzato da un atrio di cinque piani con balconate e negozi, decorato da marmi e bronzi risplendenti e da intagli in stile gotico spagnolo.

## Oggi
Alter Group, un'impresa del settore immobiliare con sede a Skokie, nel 2008 ha acquistato i piani dal tredicesimo al ventunesimo al costo di 23 milioni di dollari, e intende trasformarli in dormitorio per studenti. Il costo della ristrutturazione, di 45 milioni di dollari, è finanziato con un prestito di 36 milioni della First bank, e la proprietà ha stipulato contratti di affitto con la Roosevelt University e la Robert Morris University per 350 dei 450 posti previsti. La Morgan Reed Group, che aveva acquistato l'intero edificio nel 2000 per 15 milioni, resta proprietaria della parte restante. L'edificio è utilizzato principalmente da medici, dentisti e gioiellieri, e gli studenti avranno un ingresso separato.
L'edificio oggi ospita due attività di affitti brevi, la Chicago Downtown Suites o Pangea Suites, e la Pittsfield Suites. Entrambe sono presenti su siti di viaggi come Expedia e Travelocity. Il dormitorio per studenti (Fornelli Hall) che occupava i piani dal tredicesimo al ventunesimo non è più in attività.